# Parque de las Esculturas del Cerro Nutibara
Het beeldenpark Parque de las Esculturas del Cerro Nutibara is in 1983 gesticht als permanente beeldenexpositie door het Museo de Arte Moderno de Medellín, op initiatief van de Colombiaanse president (1982-1986) Belisario Betancur Cuartas, als onderdeel van het park Cerro Nutibara in de hoofdstad Medellín.
De beelden zijn vervaardigd door tien nationale en internationale beeldhouwers.